# Château Angélus

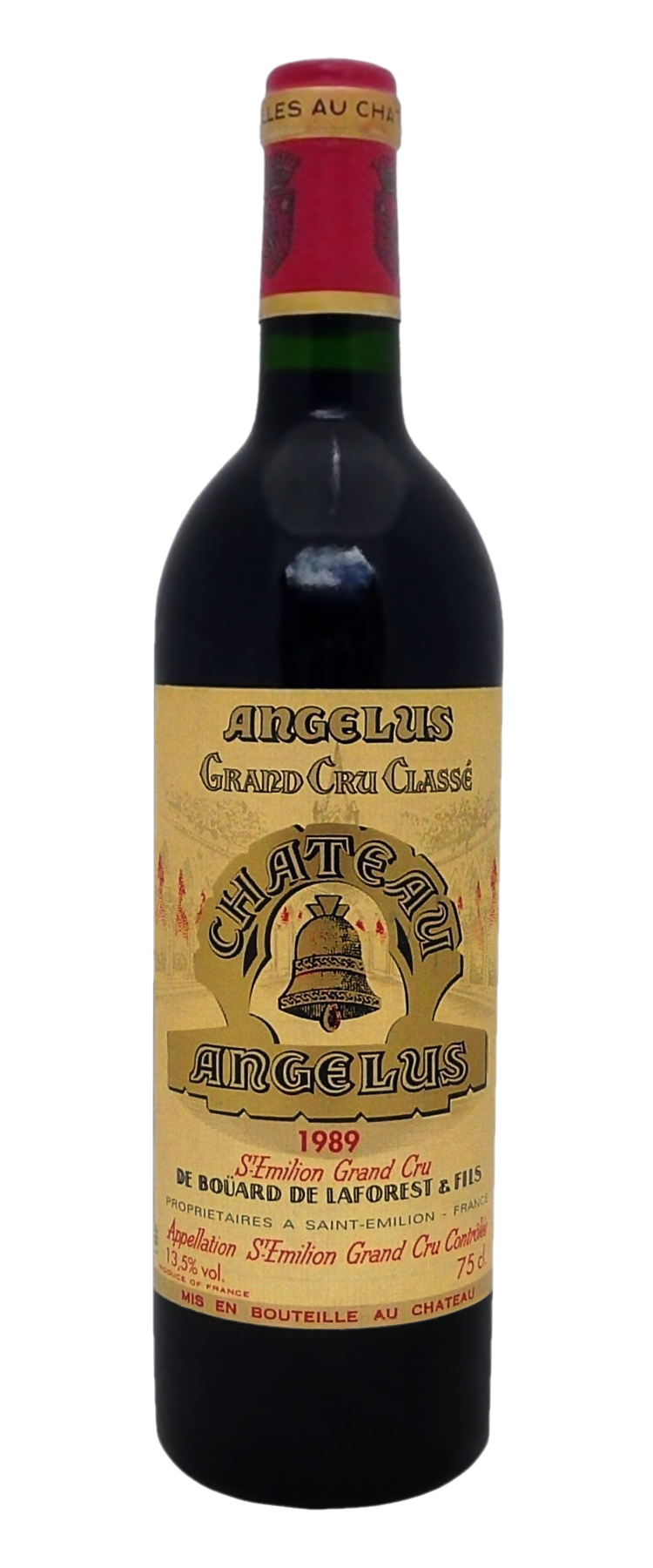
Butelka Angelusa z 1989 roku

Château Angélus – winnica położona w Saint-Émilion, w rejonie Bordeaux we Francji, produkująca wino o tej samej nazwie.